# Love Me (singel Justina Biebera)
Love Me (pol. Kochaj Mnie) - trzeci singel kanadyjskiego piosenkarza Justina Biebera, pochodzący z jego pierwszego minialbumu My World. Jego producentem jest Bill Malina i DJ Frank E. Piosenkę wydano 26 października 2009.
Teledysk do piosenki został wyreżyserowany przez Alfredo Floressa, a wydano go 3 sierpnia 2010. Piosenka służy jako "hołd dla fanów Biebera na całym świecie, dziękując im za wsparcie." Bieber wykonywał "Love Me" w wielu programach telewizyjnych i podczas trasy koncertowej Taylor Swift Fearless Tour. Szczytowe miejsce utwór zajął w Canadian Hot 100, #23 pozycja.
W piosence Bieber wykorzystał refren przeboju The Cardigans, Lovefool z 1996 roku.